# AAI ACR
AAI ACR — прототип штурмової гвинтівки для стрільби флешетами створена для програми Передова штурмова гвинтівка армії США в 1989/90. Хоча конструкція корпорації AAI виявилася ефективною, як і більшість представленої зброї, програма ПШГ закінчилася безрезультатно, оскільки жоден зразок не зміг на 100 % перевищити гвинтівку M16A2.

## Конструкція
Основана на гвинтівці AAI SFR/XM19, яка розроблялася як частина програми Індивідуальної зброї спеціального призначення, гвинтівка AAI ACR була найбільш традиційною з гвинтівок, які брали участь у програмі. Передова штурмова гвинтівка. Вона мала закритий затвор, газовідвідну систему, приклад, магазин.
У звіті програми ПШГ описано дію системи:
«…має схему дії 'захоплення газів'. Порохові гази потрапляють в циліндр, штовхають поршень для заряджання системи та запобігає витоку газів і забрудненню механізмів.»
Інші сучасні джерела описують систему як інноваційну, але як вона відрізняється від тогочасних систем газовідведення з довгим або коротким ходом не відомо. В журналі Jane's Infantry Weapons висунули гіпотезу, що гвинтівка має систему як у попередній гвинтівці яка мала три камори, які циклічно оберталися і вирівнювалися зі стволом для здійснення швидкої черги з трьох пострілів. Гвинтівка мала проблеми з набоями. яка вирішилася після створення флешет-набою для програми ПШГ.
Напівавтоматичний режим стрільби та стрільба чергами обиралася за допомогою двопозиційного перемикача. Запобіжник знаходиться перед спусковою скобою і фізично блокував можливість вставити палець в спускову скобу. Гвинтівка мала важіль для швидкої зміни оптики й мала рекомендований 4-х кратний оптичний приціл з сіткою з тритію. Крім того, гвинтівка мала відкритий приціл і планку для встановлення іншої оптики.
Як і в Steyr ACR, піддон вилітав зі ствола на великій швидкості тому існував ризик ураження солдат перед стрільцем або самого стрільця в разі рикошету піддона від землі. Крім того, через те, що зброя використовувала звичайні 5,56×45 набої, існувала можливість використання звичайних набоїв 5,56 мм у гвинтівці. Через легку вагу кулі, газовий отвір відбирав газ в ствол раніше за звичайну зброю. Тому при використанні звичайних набоїв збільшений тиск міг завдати серйозних пошкоджень зброї або поранити стрільця. Для запобігання магазин було розроблено таким чином, щоб зарядити звичайні набої не було можливості, а сам магазин відрізнявся від магазинів гвинтівки M16. Але набої все ще можна було вставити вручну.

## Боєприпаси
Набій AAI ACR містив піддон з флешетами в латунній гільзі від набою 5,56x45 мм. Вага флешети з оперенням становила 0,66 г і була в діаметрі 1,6 та довжиною 41,27 мм з шорсткою поверхнею, щоб забезпечити щільне утримання піддона і флешет в польоті. Піддон мав шпиндель з чотирьох частин з рідкокристалічного полімеру який утримувався гумовим кільцем. Вибір матеріалу вирішував проблеми, які AAI мали з попередньою зброєю. А саме, попередня пластмаса була поганої якості або утворювала пил, який було визнано шкідливою для здоров'я, а попередній набій вимагав використання вільного затвора. Вага флешети та піддону становила 1,36 г, що давало невеликий імпульс віддачі. Постріл створював тиск в каморі 3742 атм. 

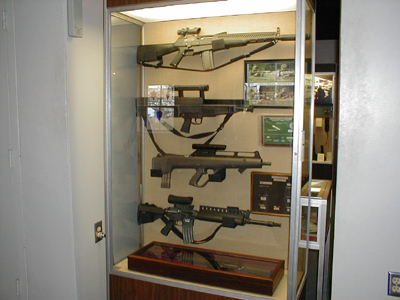
Гвинтівка AAI ACR перша згори.